# Gmina Rokitno
Gmina Rokitno es una gmina rural ubicada en el distrito de Biała Podlaska, en Voivodato de Lublin, Polonia.

## Pueblos
- Cieleśnica
- Cieleśnica PGR
- Derło
- Hołodnica
- Klonownica Duża
- Kołczyn
- Kołczyn-Kolonia
- Lipnica
- Michałki
- Michałki-Kolonia
- Olszyn
- Pokinianka
- Pratulin
- Rokitno
- Rokitno-Kolonia
- Zaczopki
- Zaczopki-Kolonia